# Судебное облако
Судебное облако — разновидность облачных вычислений, предусматривающая хранение данных, связанных с деятельностью судов, в Интернете с помощью поставщика облачных вычислительных ресурсов, который предоставляет хранилище данных как сервис и обеспечивает управление им.

## Основы создания и принципы построения
В России впервые в Концепции федеральной целевой программы "Развитие судебной системы России на 2013 - 2020 годы" в целях развития информационных технологий в арбитражной системе предлагались следующие мероприятия:
- создание "облачной" вычислительной архитектуры, которая позволит максимально эффективно, надежно и безопасно использовать технологии и специализированное "облачное" программное обеспечение для автоматизации судебного и общего делопроизводства, что в дальнейшем существенно сократит затраты на развертывание, поддержку и модернизацию программного обеспечения. Решение этих задач позволит реализовать возможность удаленного доступа как со стороны судов, так и со стороны участников судебных процессов из любой точки страны и мира и с любого устройства, в том числе мобильного;
- расширение возможностей использования мобильных устройств в качестве доступа к информационным ресурсам, программным комплексам и базам данных арбитражных судов Российской Федерации посредством использования "облачных" технологий для судей и работников аппарата судов - мобильного правосудия.

В Концепции информационной политики судебной системы на 2020—2030 годы среди направлений деятельности, позволяющих развивать цифровое правосудие и создать единое информационное пространство судебной системы, в частности, рассматривались:
- фиксирование хода судебного заседания путем аудиопротоколирования, приобщение к материалам дела дисков, флеш-карт и иных доказательств в цифровой форме по принципу: один электронный носитель информации по каждому делу отдельно, и обеспечение их облачного хранения;
- предоставление права доступа участникам процесса к ознакомлению с материалами дела в облачном хранилище.

Принципами построения судебного облака (англ. - judicial iCloud) выступают:
- технологический доступ судов к судебному облаку;
- гарантия защиты цифровой информации;
- резервное копирование судебного облака (backup copy);
- размещение data-центра(ов) на территории государства - места нахождения суда [6][7];
- технологическая альтернатива в управлении судебным облаком.

В правоведении предлагается развивать облачные вычисления в сфере организации и производства судебных экспертиз.

## Структура и содержание судебного облака
Судебное облако разделяется на пять подразделов, содержащих сведения, подлежащие хранению и администрированию судами:
1. судебные акты (решения, постановления, определения и судебные приказы) и иные документы (исполнительные листы, письма, ответы и запросы);
2. электронный архив суда (в зависимости от категории дел) и журналы учета движения дел: дела, рассматриваемые в порядке упрощенного производства, приказного производства и искового производства; документы, поступившие в суд в электронном виде; аудио- и видеопротоколы судебных заседаний; журналы учета прохождения жалоб (апелляционных, кассационных и надзорных) и судебных дел по инстанциям;
3. заявления и жалобы: исковые заявления (заявления), апелляционные жалобы, кассационные жалобы, кассационные и надзорные жалобы в ВС РФ, заявления о пересмотре по вновь открывшимся и новым обстоятельствам, о процессуальном правопреемстве, о распределении судебных издержек, об утверждении мирового соглашения и иные;
4. документы по делам: отзыв на иск (заявление), встречный иск, письменные объяснения по делу, заявление о вступлении в дело в ка-честве соистца или третьего лица, заявления и ходатайства, заявления на компенсацию и др.;
5. банкротство (несостоятельность): заявление о признании юридического или физического лица банкротом, заявление должника (в том числе физического лица) о его банкротстве, требования кредиторов, требования кредиторов к физическому лицу, арбитражный управляющий, процедуры банкротства, иные и произвольные документы.

### Китай
Реформирование судебной системы в Китае в рамках программы «Информатизации народных судов 1.0, 2.0 и 3.0», предполагает внедрение интеллектуального разрешение дел, управления офисом и личной оценки, которые будут протекать в судебном облаке, поддерживаемом, в частности, сервисами Alibaba Cloud.

### США
В США принят Закон CLOUD, 2018 (CLOUD ACT), санкционирующий двусторонние соглашения между Соединенными Штатами и доверенными иностранными партнерами, которые обеспечат безопасность граждан обеих стран и в то же время обеспечат высокий уровень защиты прав этих граждан.

### Индия
Принятая в Индии в концепция перехода на eCourts на основе «Национальной политики и плана действий по внедрению информационно-коммуникационных технологий (ИКТ) в судебной системе Индии – 2005 г.» предполагает на Фаза-II реализации данного проекта внедрение архитектуры облачных вычислений, которая является эффективной и экономичной, при сохранении нынешних серверных комнат в качестве сетевых комнат и центров судебных услуг в качестве централизованных центров хранения документов.